# Gustav Friedrich Hartlaub
Gustav Friedrich Hartlaub (Bremen, 12 de março de 1884—Heidelberg, 30 de abril de 1963) foi um historiador da arte alemão.
Em 1913 entrou a trabalhar na Kunsthalle de Mannheim, da qual foi nomeado diretor em 1923. Ali promoveu a arte contemporânea e em particular o expressionismo, e descobriu uma série de novos artistas, como Franz Xaver Fuhr. Em 20 de março de 1933 foi despedido por causa da política cultural nazista. A partir de 1946 trabalhou como professor em Heidelberg. Também esteve envolvido no campo da educação artística, onde era conhecido principalmente pela sua obra O gênio na criança, de 1922.
Hartlaub foi o criador do termo Nova Objetividade para a exposição Nova Objetividade. Pintura alemã desde o expressionismo, celebrada em 1925 na Kunsthalle de Mannheim. Segundo palavras de Hartlaub: “o objetivo é superar a mesquinhez estética da forma através de uma nova objetividade nascida do desgosto pela sociedade burguesa da exploração”.